# Az első világháború évei (1914)
1914 az első világháború első éve.

## Az előzetes haditervek kudarca és az állóháború kialakulása a nyugati fronton

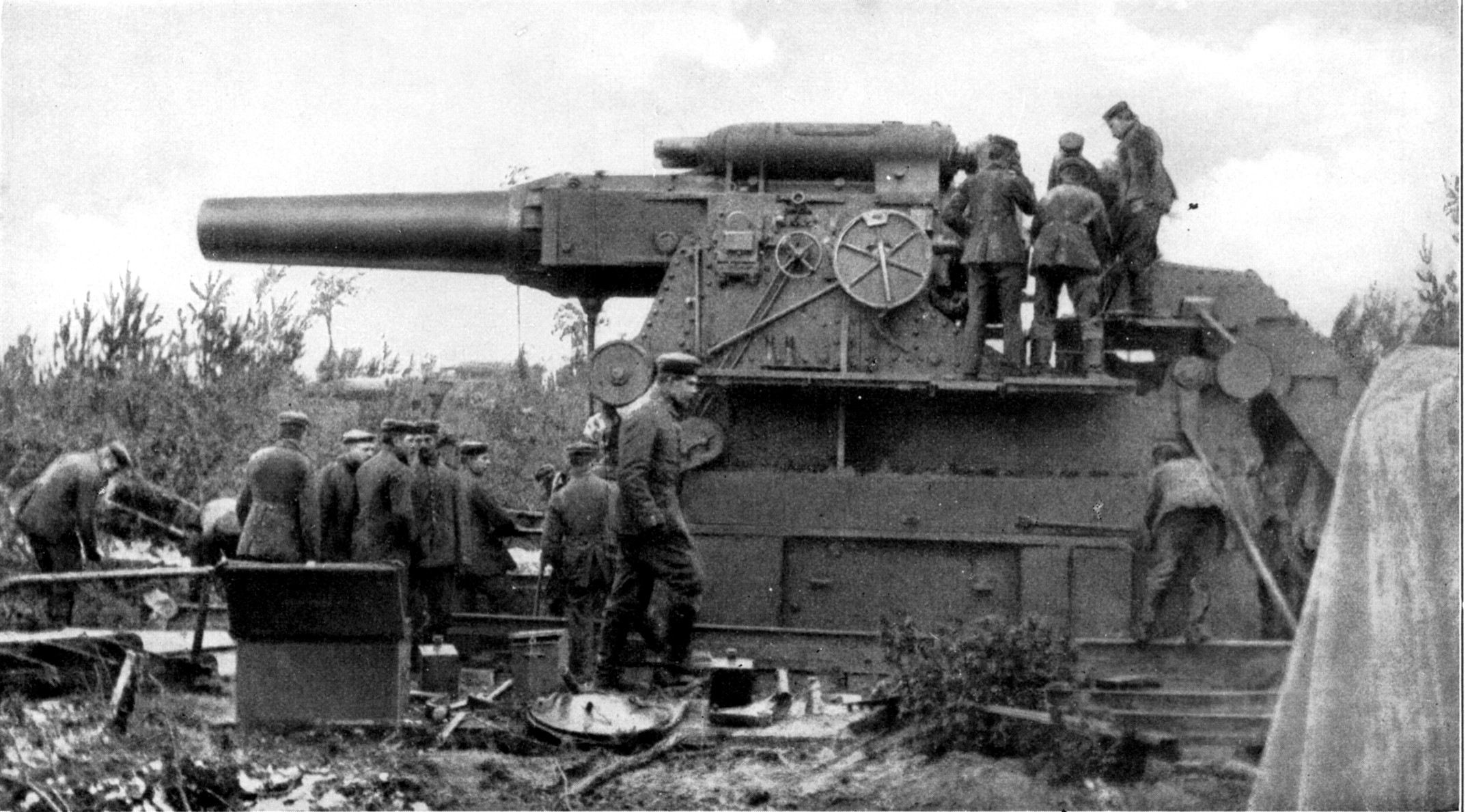
A „Kövér Bertha” (Dicke Bertha) 42 cm űrméretű vasúti ágyút tűzkésszé teszik Lüttich közelében, 1914. augusztus 7-én

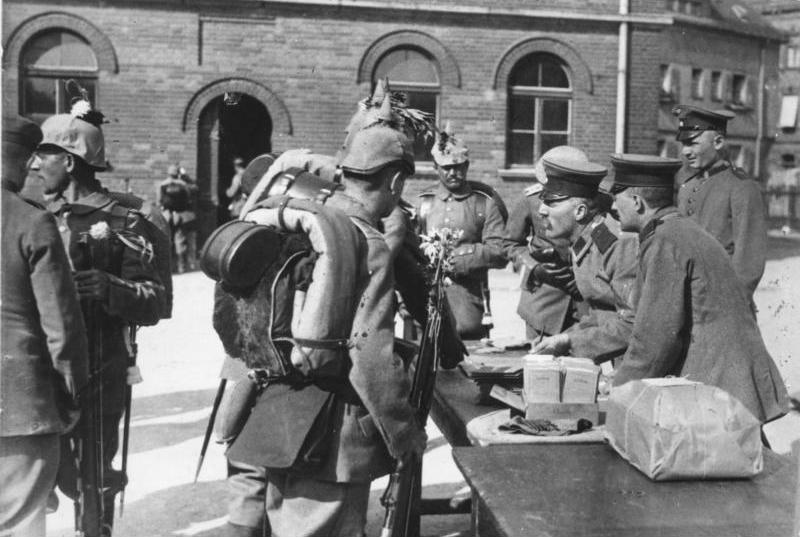
Az első zsoldkifizetés a mozgósítást követően (Berlin, 1914)

Miközben a német seregek összevonása a nyugati határon még folyamatban volt, addig a Schlieffen-tervben foglaltaknak megfelelően a X. hadtest már meglepetésszerű támadást hajtott végre a belgiumi Liège (Lüttich) citadellája ellen. A várost hamar elfoglalták a támadók (augusztus 5-7-én), de a város körüli tizenkét erődből álló láncolat ekkor még belga kézen maradt. Csak a nehéztüzérség beérkezése után – a Krupp által legyártott „Kövér Bertha” és a kevésbé ismert, a Škoda által gyártott „Karcsú Emma” 30,5 cm űrméretű mozsarak bevetésével vált lehetségessé az erődítmények elfoglalása augusztus 16-tal bezárólag. Az itteni harcok csúcspontja a Fort Loncin elpusztítása volt augusztus 15-én egy az erőd lőszerraktárát ért telitalálattal. A bevehetetlennek tartott erőd gyors elfoglalása a francia haditervek stratégiai átdolgozását tette szükségessé.

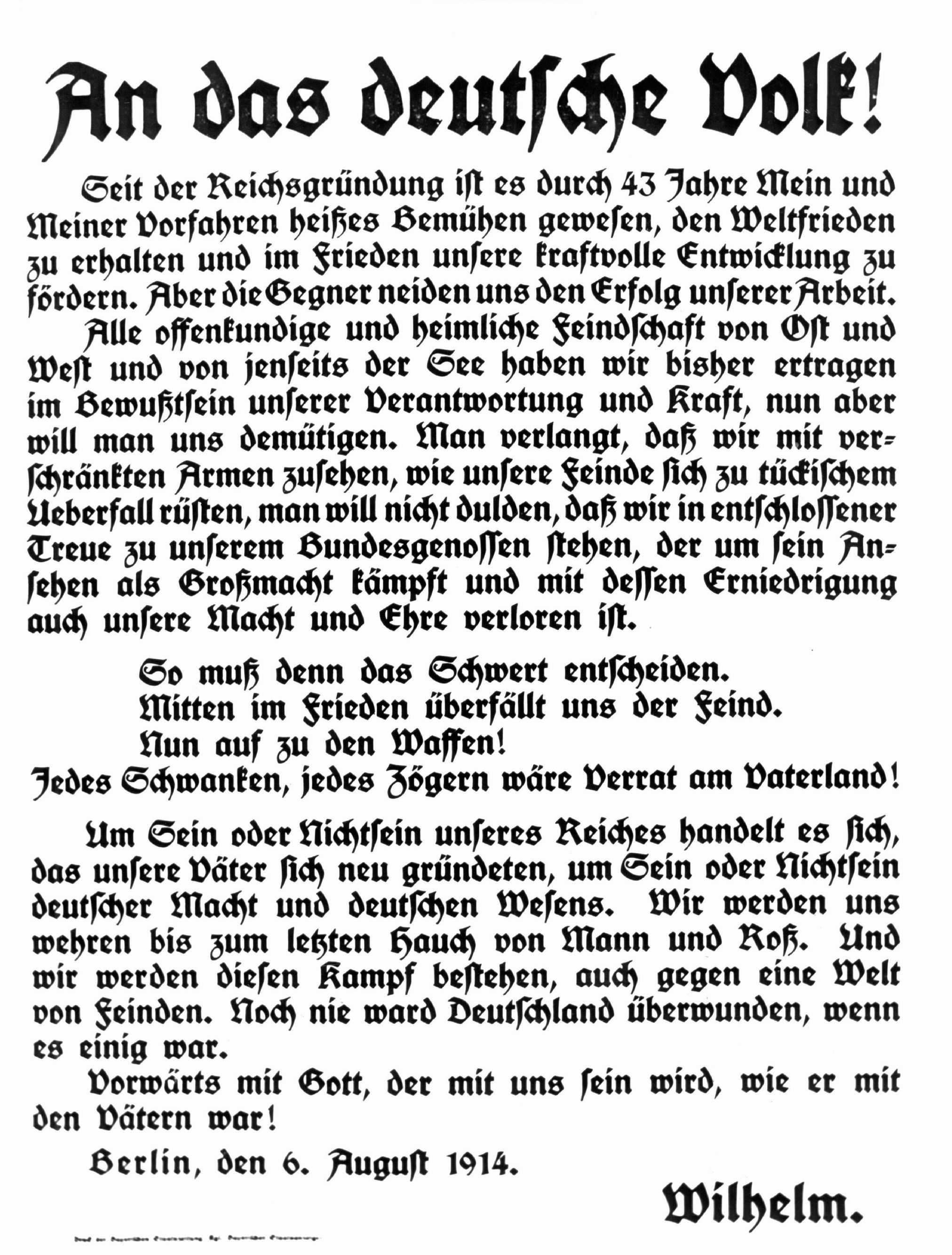
II. Vilmos császár felhívása a német néphez 1914. augusztus 6-án

Augusztus 4-én német katonák erőszakos cselekedeteket követtek el a Liège melletti Visé, Berneau és Battice falvakban a polgári lakossággal szemben, a következő hetekben pedig számos rémtettet szintén civilek ellen Belgiumban és Franciaországban, amit franc-tireurök (partizánok) támadásainak megtorlásával indokoltak. Belga civilek tömeges kivégzésére először augusztus 5-én került sor. Különösen súlyos német háborús bűncselekményekre került sor Dinant-nál, Tamines-nél, Andenne-nél és Aarschotnál. A megtorlásoknak 1914 augusztusa és októbere között mintegy 6500 polgári áldozata volt, nagy nemzetközi feltűnés keltőt keltő esemény volt a leuveni gyújtogatás. A valós és kitalált túlkapásokról szóló történetek megtalálhatók a „Rape of Belgium” (Belgium meggyalázása) szlogen alatt futó, mindmáig életben tartott brit propagandában.
Míg a német csapatok a Schlieffen-terv keretében Belgium területén hajtották végre az átkaroló hadműveletüket, addig Franciaország a XVII-es számú tervét készítette elő, ami a német átkaroló hadművelettel szemben a centrumban (Lotaringiában) való áttörést irányozta elő. Az ezen stratégia keretében végrehajtott nagy támadást megelőzte még egy Mülhausen elleni támadás. A francia főparancsnok, Joseph Joffre célja ezzel az volt, hogy német csapatokat kössön le délen és az 1871-ben Németországhoz került Elzászba való betöréssel erősítse a francia lakosság lelkesedését, ami a régió második legnagyobb városának és egyben ipari központjának átmeneti elfoglalásával sikerült is. A franciák augusztus 7-én foglalták el Mülhausent, a helyi lakosok egy része ujjongva fogadta a francia katonaságot. A város viszont már két nappal később, augusztus 9-én visszakerült német kézbe. Augusztus 24-re csaknem Elzász egész területét – leszámítva a Doller völgyét és a Vogézek néhány magaslatát – visszafoglalták a németek és meg is tartották egészen a háború végéig. Joffre a támadást irányító Louis Bonneau tábornokot a kudarc után menesztette.
Joffre-nak előbb nem állt szándékában, hogy a XVII-es számú terv alapján tervezett felvonulásán változtasson a Belgium elleni német támadás miatt és az összesen 1,7 millió katonával bíró öt hadseregét a támadásra koncentrálta. A német csapatok mozgását azonban nem tudta teljesen figyelmen kívül hagyni és ezért a Charles Lanrezac tábornok vezette 5. hadsereget északnyugatnak irányította át. Az épp Franciaországba megérkező brit expedíciós haderő John French tábornok vezetésével a franciáktól északra sorakozott fel Maubeuge-nál. A francia offenzíva augusztus 14-én vette kezdetét: az 1. hadsereg August Dubail tábornok, és a 2. hadsereg Noël de Castelnau tábornok vezetésével átlépte a határt és többek között a lotaringiai Saarburg irányába indult meg. A német 6. és 7. hadseregek, melyeket ekkor a bajor trónörökös, Rupprecht herceg irányított, eleinte harcolva vonultak vissza.

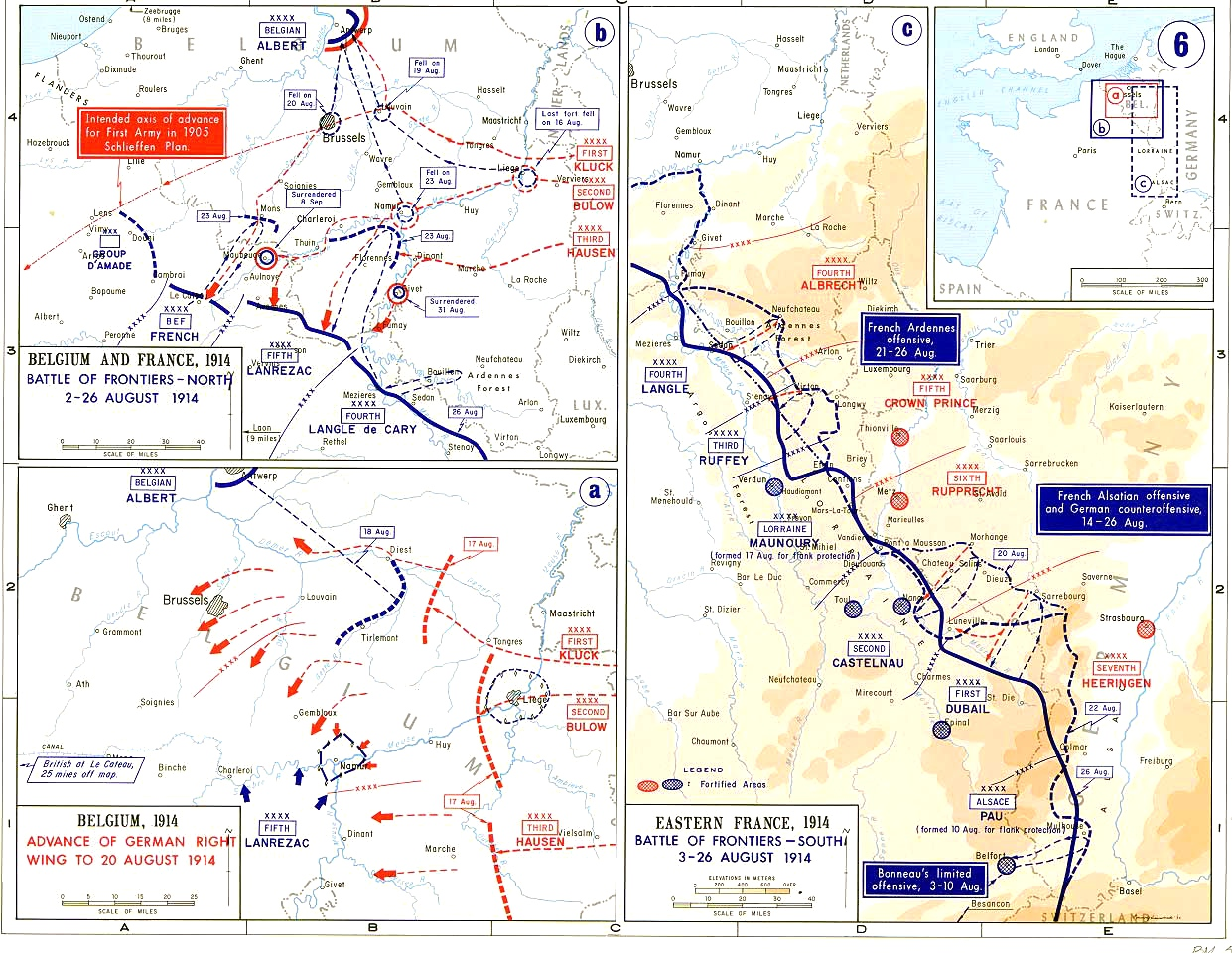
A francia XVII-es terv kudarca – a határmenti harcok a nyugati fronton 1914. augusztus 3. és 26. között

Augusztus 18-án, a lüttichi erődítményrendszer leküzdése után kezdődött a tényleges offenzíva a német jobbszárnyon az antant erőinek átkarolására és ez gyorsan haladt Brüsszel és Namur irányába, majd megkezdődött Antwerpen ostroma. Augusztus 20-án kezdődött meg a francia offenzíva Lotaringia, a Saar-vidék és a Ruhr-vidék irányába. Ezzel egyidőben kezdődött a német ellenoffenzíva is. Ebből és egy sor más, Saarburg, Longwy mellett, az Ardennekben, a Maas mentén, a Sambre és a Maas között és Monsnál vívott csaták súlyos veszteségekkel jártak mindkét fél számára és ezek a Vogézek és a Schelde közötti harcokba torkolltak, melyeket összefoglalva „határcsatáknak” neveznek. A francia csapatok rendkívül nagy veszteségeket szenvedtek, augusztus 20-23. között 40 000 katonájuk esett el, ebből egyedül augusztus 22-én 27 000. Ezeket a veszteségeket elsősorban a német géppuskák okozták. A francia 1., 2., 3. és 4. hadseregekre a német 4., 5., 6., és 7. hadseregek frontálisan vívott harcban súlyos vereségeket mértek. Hasonlóan súlyos vereséget szenvedett el az 5. francia hadsereg és a brit expedíciós haderő az antant bal szárnyán. A francia csapatok azonban kellően rendezetten vonultak vissza a Meurthe folyó és a Nancy-nál lévő erődítményrendszer mögé, illetve Verdun erődjének megtartása mellett a Maas mögé ahhoz, hogy a németek ne tudják átkarolni őket és így nem tudtak nagyobb egységeket bekeríteni és megsemmisíteni. A Schlieffen-terv figyelmen kívül hagyásával Rupprecht herceg azt kérte Moltke vezérkari főnöktől, hogy a sikert kihasználva mehessenek át itt offenzívába, amihez Moltke hozzá is járult. Ez az augusztus 25. és szeptember 7. között megindított német támadás azonban nem hozott áttörést.
A bal szárnyon lévő francia és brit hadseregek általános, de rendezett visszavonulásba kezdtek Észak-Franciaországban, ami közben sor került csaták megvívására (Le Cateau-csata, augusztus 26.; St. Quentin-i csata, augusztus 29.) és ezek révén az üldöző német jobbszárny egyre közelebb került Párizshoz. Emiatt a francia kormányzat szeptember 2-án elhagyta a fővárost és Bordeaux-ba helyezte át székhelyét, Párizs védelmét pedig a reaktivált Joseph Gallieni tábornokra bízta. A francia főparancsnokság ezidőalatt csapatokat vont össze a jobb szárnyról tartalékosokkal kiegészítve őket, hogy Párizsnál egy új, 6-iknak sorszámozott hadsereget állítsanak fel Joseph Maunoury parancsnoksága alatt, mely az előrenyomuló németek szárnyát veszélyeztette. Egy újabb hadsereget, a 9-iket, Ferdinand Foch vezetésével a centrumban küldtek előre. Joffre terve az volt, hogy a Marne folyó mentén állítja fel a csapatait, hogy egy innen indított offenzívával állítsa meg a német előrenyomulást a front egész hosszában.

A német támadási tervek a Schlieffen-terv alapján

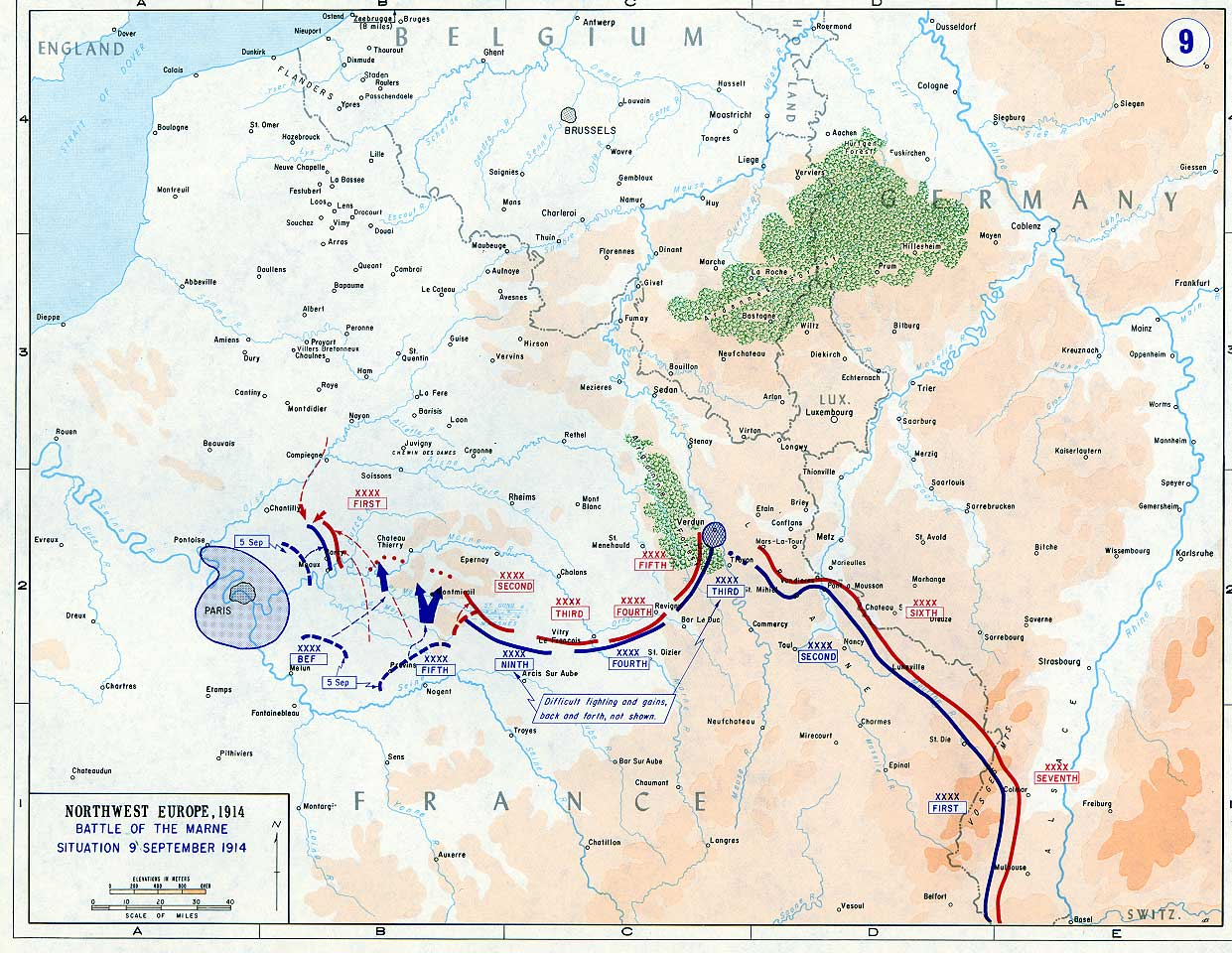
A Schlieffen-terv kudarca: antant csapatok nyomulnak be az 1. és 2. német hadsereg közötti résbe 1914. szeptember 8-án

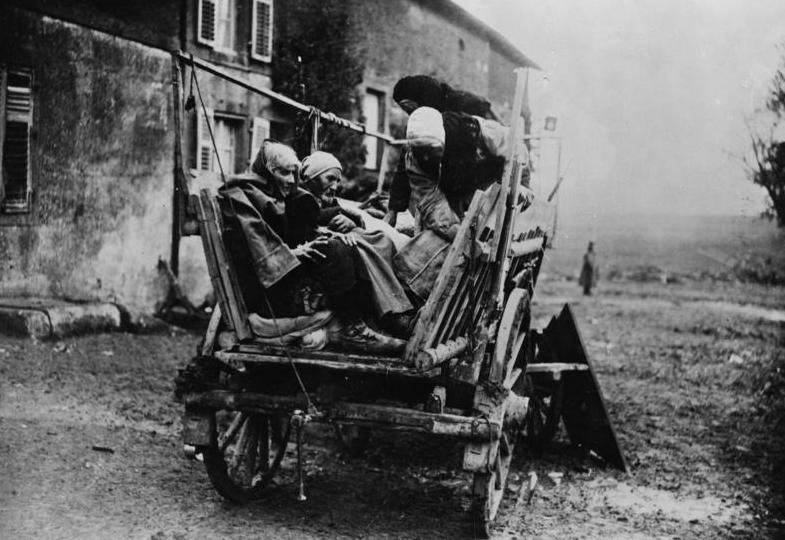
Menekülő francia parasztcsalád 1914-ben

A német offenzíva délnyugatnak, majd délnek kanyarodó erői – az 1., 2., 3., 4., és 5. hadseregek – még mindig nagy sebességgel haladtak előre. Az 1. hadsereg már Brüsszel augusztus 20-ai bevétele után a Schlieffen-tervben foglalt haladási irányától eltérve délebbi irányra állt, mivel a parancsnoka, Alexander von Kluck a francia és brit csapatokat üldözte. Az egyre inkább elnyúló front miatt a német offenzíva okozta meglepetés is egyre inkább alábbhagyott, ezzel a németek számbeli fölénye a jobbszárnyukon is elveszett, a német összeköttetési vonalak egyre inkább elnyúltak, a franciáké viszont folyamatosan rövidültek. A kiszélesedett frontvonal a németek számára augusztus végén azzal fenyegetett, hogy szétszakad. A jobb szárnynak az ellentámadások miatt tovább kellett változtatnia az előretörésének irányán, délnek és délkeletnek kanyarodva. Párizs bekerítésének tervét augusztus 30-án így fel kellett adni, amiről Joffre szeptember 3-án szerzett tudomást.
A Luxemburgban állomásozó Legfelsőbb Hadseregparancsnokság (Oberste Heeresleitung – OHL) közben elveszítette a rálátást az operatív helyzetre. A legnagyobb gond az volt, hogy semmiféle távbeszélői összeköttetés nem állt fent a fenyegetett jobbszárnnyal. A technikailag nem kielégítő rádióforgalom ezt nem tudta pótolni, míg a repülőgépek személyzeteinek jelentéseit sokszor nem használták fel. A mintegy 320 000 fős 1. hadsereg erőltetett menetben megpróbálta bekeríteni a brit expedíciós haderőt, de eközben elhanyagolta a nyugati szárnyának a védelmét. Két hadtestnek a keleti frontra való áthelyezése és az erődostromokra (Antwerpen, Maubeuge) hátrahagyott csapatok, a menet közben és csaták során elszenvedett veszteségek valamint az ellátási nehézségek miatt fennakadások keletkeztek, mire az 1. hadsereg súlyos harcok közepette már 500 km-t tett meg.
Szeptember 6-án kezdődött meg a francia offenzíva a nyitva hagyott német szárnyon, ami az első marne-i csata néven vált ismertté. A német 1. hadsereg, mely az ezzel ellentétes utasítások ellenére is szeptember 5-én még előretörést hajtott végre a Marne-tól délre és legnyugatabbi elfoglalt települései Le Plessis-Belleville, Mortefontaine és Meaux voltak Párizs közelében, két napos erőltetett menettel kellett visszavonuljon. A hirtelen előretörésével egy nagyjából 40 km széles rés keletkezett az 1. és a 2. német hadseregek között, melybe erős francia és brit erők nyomultak be szeptember 8-án dél körül. A német front folytonossága megszakadt, az ellenséges áttörés és a német hadseregeknek a bekerítésének veszélye óráról órára nőtt. Egyes német seregrészek elvágása és megsemmisítése, menekülésszerű visszavonulás, sőt legrosszabb esetben a teljes német nyugati haderő átkarolása fenyegetett. A német hadseregek a szüntelen előrenyomulás miatt ekkorra az erejük végére értek. A legfelső hadseregparancsnokság (OHL) az 1. és 2. hadseregek főparancsnokságához küldött Richard Hentzsch alezredes a visszavonulást tanácsolta, amit a két hadsereg-főparancsnok szeptember 9-én ki is adott anélkül, hogy a döntéssel kapcsolatban felvették volna a kapcsolatot a velük szomszédos hadseregekkel vagy az OHL-el.
A visszavonulás szükségességét, főleg az 1. hadseregét, később gyakran vitatták. Manapság az ezzel kapcsolatos általános véleményt jól fejezi ki például Holger Afflerbach történész megfogalmazása: „Hadműveleti szempontból a visszavonulás helyes és kényszerűen szükséges volt, a pszichológiai hatásai ugyanakkor fatálisak voltak.” A Schlieffen-terv ezzel elbukott, a francia hadsereg bekerítése a határ mentén nem sikerült. A német vezérkari főnök szeptember 9-én ismerte fel a beálló fordulatot és aznap a következőket vetette papírra:
„Rosszul mennek a dolgok … Az oly nagy reménnyel megkezdett háború az ellentettjévé csapott át […] mennyire más volt, mikor még pár hete olyan ragyogón kezdtük meg a hadjáratot […] attól tartok, a győzelmi mámorban úszó népünk aligha fogja tudni elviselni a szerencsétlenséget.”

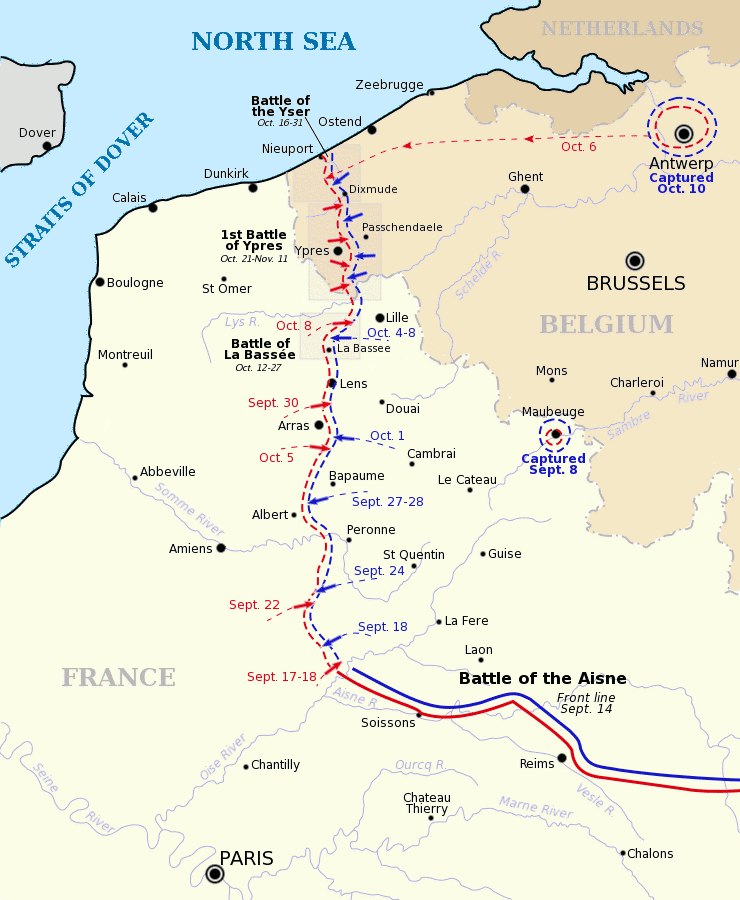
A „versenyfutás a tengerhez” során sikertelen próbálkozások voltak az ellenség szárnyának átkarolására és felgöngyölítésére

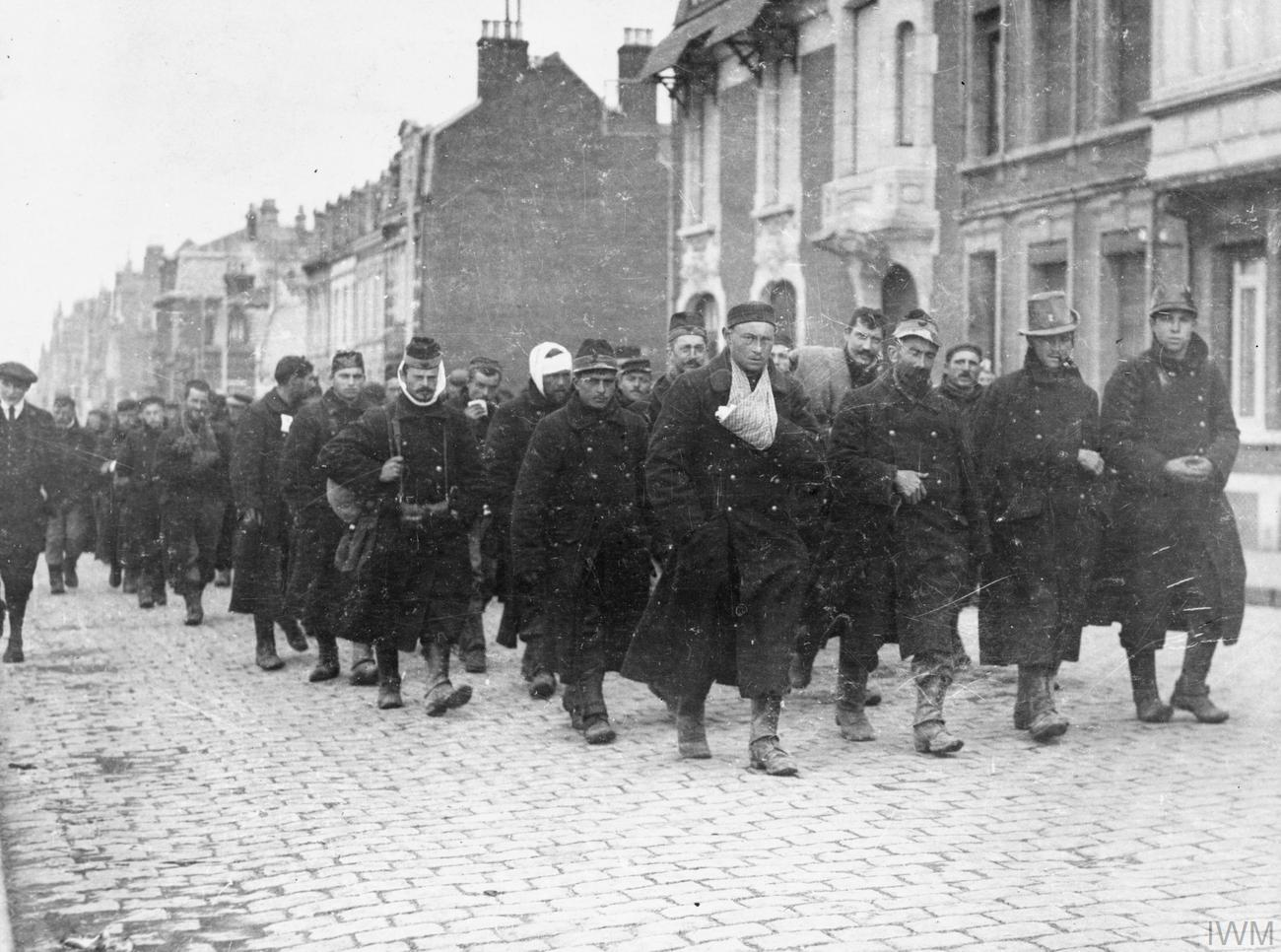
Sebesült belga katonák Calais-ban
1914. november 11-én

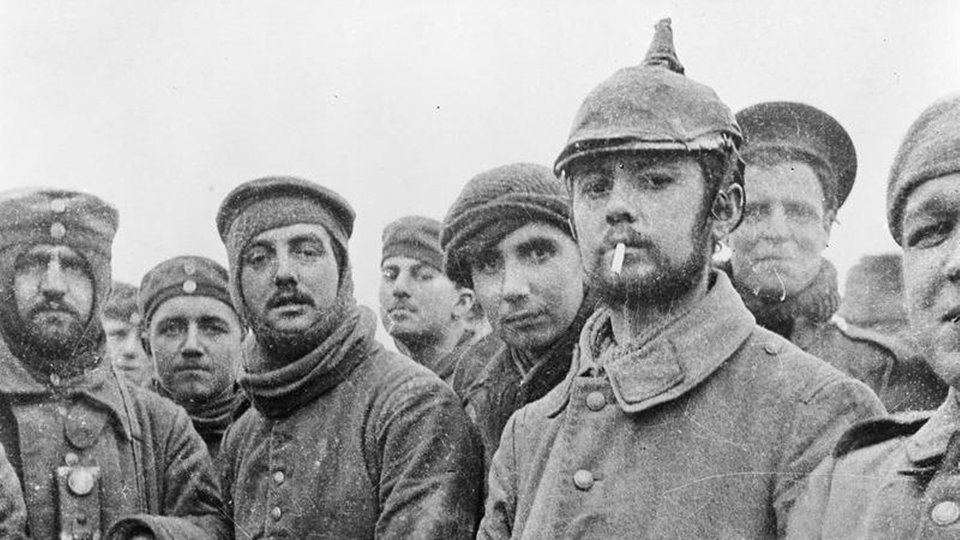
Brit és német katonák barátkoznak 1914 karácsonyán a belgiumi Ploegsteertben

Moltke idegösszeroppanást kapott és Erich von Falkenhayn vette át a helyét. Az 1. és 2. német hadseregeknek meg kellett szakítaniuk a harcot és vissza kellett vonulniuk, velük együtt a többi támadó hadseregnek is. Az ezt követő visszavonulása a német támadó szárnynak az Aisne mögé az első aisne-menti csatához vezetett, ami az állóháborúhoz vezető átmenetet vezette fel. A német csapatok azonban a visszavonulásukat követően be tudták magukat ásni az Aisne mentén és összefüggő, ellenállóképes frontvonalat hoztak létre. Szeptember 17-én a francia ellenállás is kifulladt. Franciaországban a német visszavonulást később a „marne-i csodaként” emlegették, míg Németországban a visszavonulási parancs éles kritikákat kapott. Falkenhayn azt tanácsolta Bethmann Hollwegnek, hogy a német nyilvánosságot tájékoztassák a támadótervek kudarca után beállt kritikus katonai helyzetről, de a kancellár ezt a felvetést elutasította.
Falkenhayn eleinte ragaszkodott az eddigi koncepcióhoz, miszerint a győzelmet először nyugaton kell kivívni. A „versenyfutás a tengerhez” időszaka alatt (1914. szeptember 13.–október 19.) mindkét fél megpróbált a másik oldalába kerülni. A frontvonalak az Aisne folyótól kiindulva az Északi-tengeri Nieuwpoortig nyúltak el. Észak-Franciaországban a szembenálló felek 1914 októberének első heteiben ismét megpróbálkoztak mozgásba lendíteni a frontvonalat és ennek során a németek súlyos veszteségek mellett el tudtak érni némi eredményt Lille, Gent, Brügge és Ostende bevételével, de áttörést nem sikerült nekik elérni. Ezután a harcok súlypontja még inkább északra, Flandriába helyeződött át, mivel a németek a brit utánpótlási útvonalak megszakításához el akarták foglalni Dunkerque-t (Dünkirchent) és Calaist.
1914. október 16-án jelent meg a „Német Birodalom felsőoktatási oktatóinak nyilatkozata” („93 német értelmiségi kiáltványa”). Ezt több mint 3000 német tanár, azaz Németország 53 egyetemének és technikai főiskolájának csaknem összes tanára aláírta és ebben a háborút „a német kultúra önvédelmi harcának” nevezték. Külföldi tudósok pár nappal később a The New York Times és a The Times hasábjain jelentették meg a válaszukat.
Ypres-nél (Ypern) elkeseredett harc alakult ki október 20. és november 18. között, ez volt az első flandriai csata. A nagy sietséggel felállított német tartalékos hadtest Langemarcknál és Ypernnél súlyos veszteségeket szenvedett. Hiányosan kiképzett és fronttapasztalatokkal nem rendelkező tartalékos tisztek által vezetett fiatal katonák – köztük néhány mindössze 15 éves is – tízezrével veszítették életüket anélkül, hogy érdemleges eredményt el tudtak volna érni. Ennek ellenére ebből a kudarcból született meg Langemarck mítosza, az első jelentősebb példája a háborúban annak, mikor katonai vereséget vagy sikertelenséget morális győzelemmé fogalmaztak át. A flandriai csata során az antantnak sikerült a brit csapatok utánpótlása számára fontos La Manche-menti kikötőket, Boulogne-t, Calais-t és a vasúti csomópontnak számító Amiens-t megvédeni a német támadástól.
Az Ypernnél zajló harcokkal véget ért a mozgó háború. A nyugati fronton lövészárkok szövevényes hálózata jött létre. 1914-ben mindkét fél összes áttörési kísérlete kudarcba fulladt. Az Északi-tengertől a svájci határig 700 km-en a front megmerevedett. A legelső lövészárkok gyakran csak 50 méterre voltak az ellenséges állásoktól. 1914. november 18-án Falkenhayn tudatta Bethmann Hollweggel azon meglátását, hogy a háború nem nyerhető meg az antanttal szemben és ezért törekedni kell egy vagy több ellenséggel a különbéke megkötésére, nem azonban Nagy-Britanniával, mely hatalommal Falkenhayn nem tartotta lehetségesnek a politikai kiegyezést. Bethmann Hollweg elutasította Falkenhayn felvetését. A kancellárnak erre mindenekelőtt belpolitikai okai voltak, mivel a nagyszámú áldozatot követelő támadásra tekintettel nem kívánt lemondani a területi annexiókról és a nép számára felmutatható „győzelmi trófeákról”.
Hindenburg és Ludendorff abból indult ki, hogy az ellenség eltökélt szándéka Németország elpusztítása és ők ketten lehetségesnek tartották a győzelem révén elérhető békét. A kancellár és a törzskar elhallgatta a nemzet előtt a Marne-nál és Ypernnél elszenvedett vereségek jelentőségét, de ezzel továbbra is fenntartották a nemzet harci kedvét és kitartását. A politikai-katonai helyzet és a gazdasági-politikai elit által a háborúval szemben megfogalmazott célok közötti ellentmondás a háború előrehaladtával egyre nagyobb lett, ami hozzájárult a társadalom megosztottságához a háború alatt és azt követően is.
1914 novemberében a brit haditengerészet a teljes Északi-tengert háborús övezetté nyilvánította és távoli blokádot állított fel (lásd: Németország blokádja). A semleges zászló alatt közlekedő hajók előzetes figyelmeztetés nélkül is célpontjai lehettek brit támadásoknak. A brit kormányzat ezen lépése sértette az érvényben lévő nemzetközi egyezményeket, közte az 1856-os párizsi deklarációt, melyet Nagy-Britannia is aláírt.
December 24-én és az azt követő két napon a nyugati front egyes szakaszain karácsonykor barátkozásra került sor a két szembenálló fél katonái között egy a katonák közt létrejött, hivatalosan nem engedélyezett tűzszünet keretében. A barátkozási gesztusokkal is egybekötött „karácsonyi fegyvernyugvásban” több mint 100 000, főként német és brit katona vett részt.

## Harcok keleten és a Balkánon

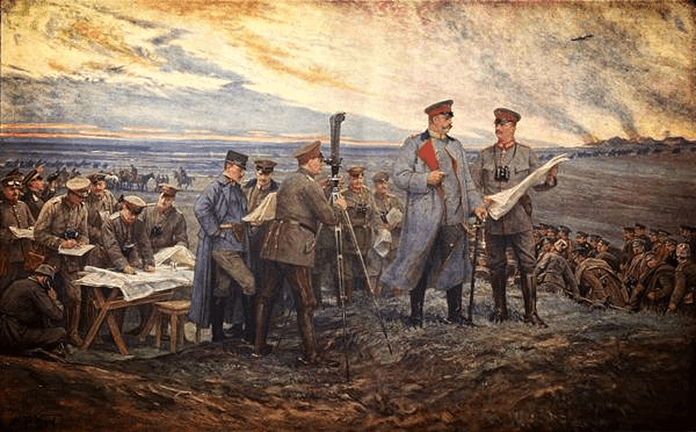
Hindenburg és szűkebb törzse a tannenbergi csata idején (Hugo Vogel festménye)

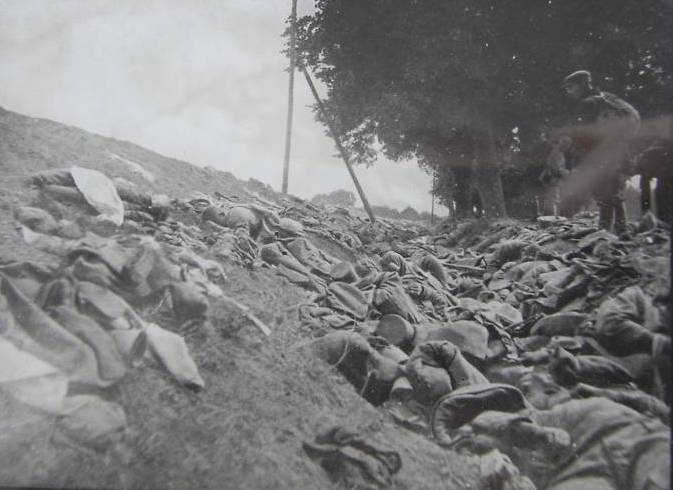
Elesett orosz katonák Usdau település közelében (Tannenbergi csata, 1914. augusztus 27.)

A keleti fronton már két héttel a hadüzenet után két orosz hadsereg tört be Kelet-Poroszországba, ami a Schlieffen-terv számításai szerint ilyen korán még nem történhetett volna meg. Emiatt a Német Birodalom számára rendkívül feszültté vált a helyzet keleten. A németek a keleti fronton a Schlieffen-terv miatt védelemre rendezkedtek volna be, de így is megszálltak a csapataik pár települést a határ túloldalán. Ennek során pusztult el Kalisz városa. Az augusztus 19-20-ai gumbinneni csata után a Kelet-Poroszországot védelmező 8. német hadsereg kénytelen volt további területeket feladni. Emiatt erősítéseket küldtek az itteni csapatoknak és az eddigi parancsnokok helyére Erich Ludendorff vezérőrnagyot és Paul von Hindenburg vezérezredest nevezték ki, akik az augusztus 26. és 31. között vívott tannenbergi csatában aratott győzelmükkel biztosítani tudták Kelet-Poroszországot. A csatában a németek bekerítették az Alekszandr Vasziljevics Szamszonov tábornok vezette 2. orosz hadsereget (a Narev-hadsereget) és teljesen megsemmisítették azt. Szeptember 6. és 15. között került sor a mazuri-tavaki csatára, amivel a Paul von Rennenkampf tábornok vezette 1. orosz hadseregre mértek vereséget. A vereségeket követően az oroszok visszavonultak Kelet-Poroszország nagy részéről.

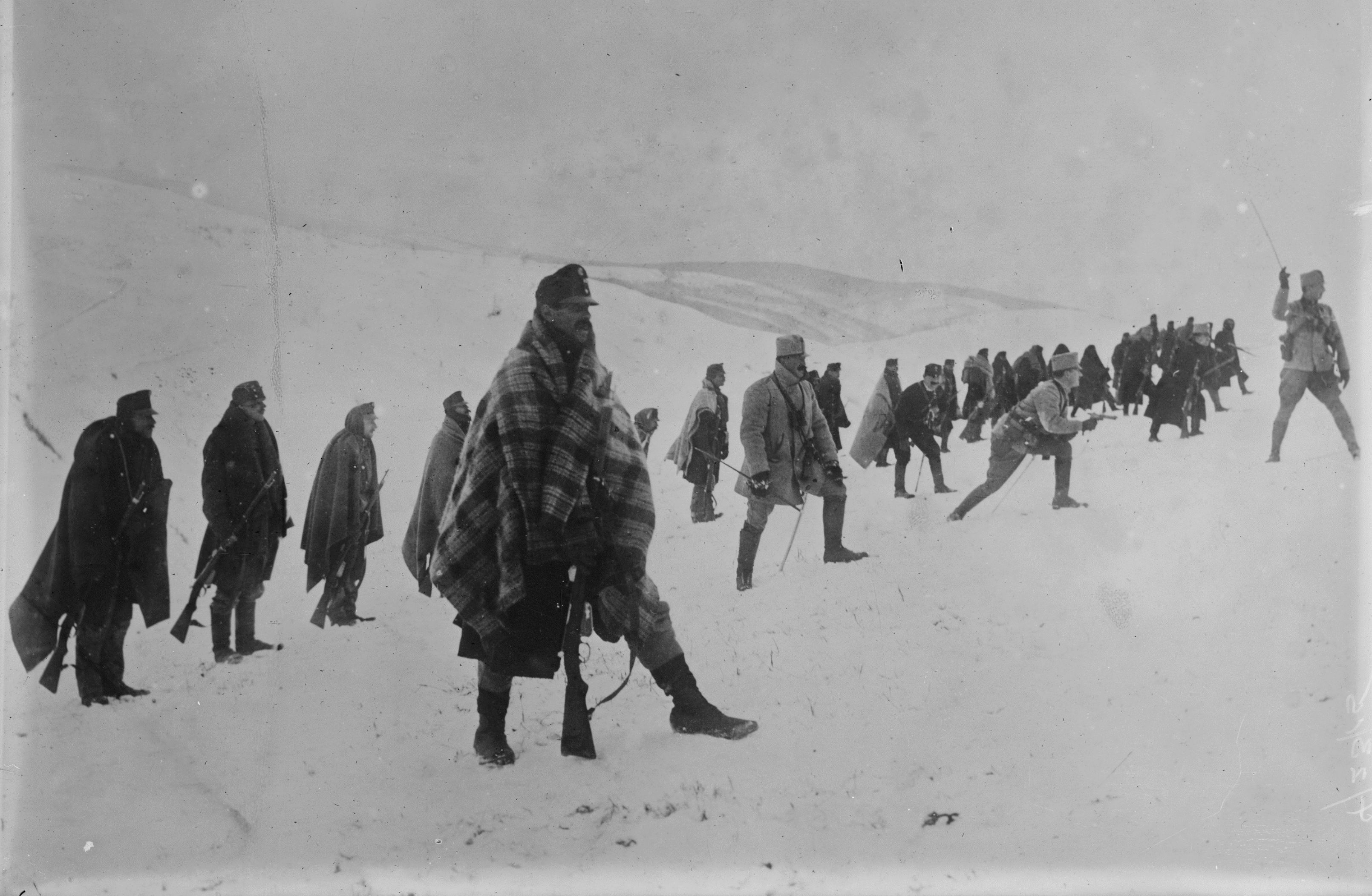
Osztrák-magyar katonák a Kárpátokban

Délebbre, az osztrák-magyar-orosz fronton az orosz csapatok az augusztus 24. és szeptember 11. között megvívott galíciai csata után megszállták a Monarchiához tartozó Galícia területét. Az osztrák-magyar haderőnek az augusztus 26. és szeptember 1. között megvívott lembergi csata után szeptember folyamán vissza kellett vonulnia a nyomasztó orosz túlerő elől a Kárpátokba. Przemyśl első ostromára szeptember 24. és október 11. között került sor és a támadást ekkor sikerült elhárítani. A császári és királyi csapatok felmentésére az újonnan felállított német 9. hadsereg indított offenzívát Lengyelország déli részén, ami szeptember 29. és október 31. között zajlott le azzal a céllal, hogy elérjék a Visztulát, de nem járt sikerrel (Visztulai csata). November 1-én Hindenburgot nevezték ki a keleti front haderőinek főparancsnokává. November 9-én vette kezdetét Przemyśl második ostroma. Az erőd március 22-én megadta magát, ami katasztrofális veszteséget jelentett a Monarchia számára. A hosszú ostrom alatt november 11. és december 5. között zajlott a Łódźi csata, ami egy a város térségében indított német ellenoffenzíva volt. Ezt követően az orosz haderő defenzívába volt kénytelen átmenni.
December 5. és 17. között az osztrák-magyar csapatoknak sikerült feltartóztatniuk egy Krakkó irányába való orosz támadást, ami után a keleti front nagy része megmerevedett és állóháború alakult ki. A Kárpátokban 1914 decembere és 1915 áprilisa között vívott csata során a központi hatalmaknak sikerült felülkerekednie az oroszokon.

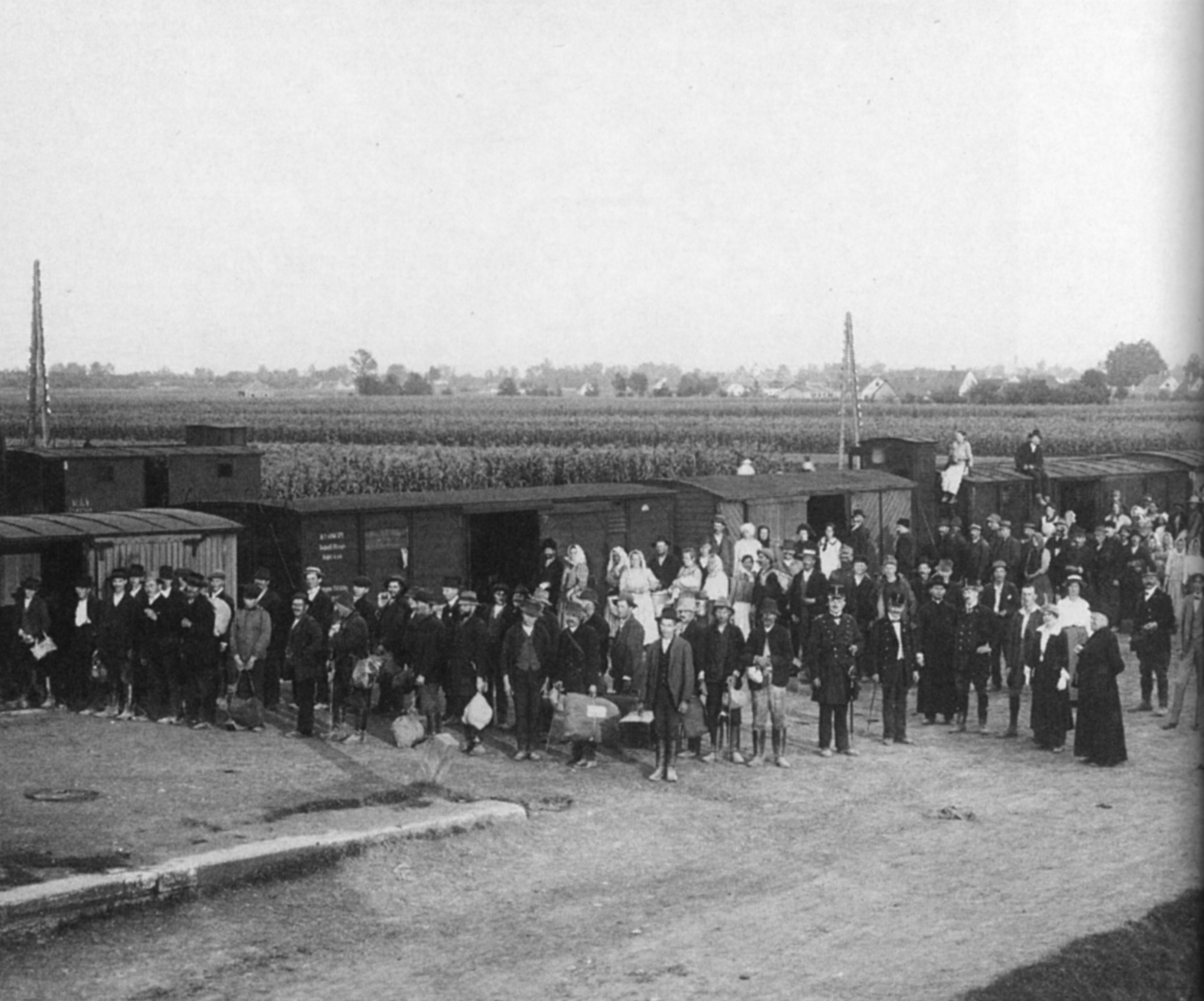
Szerbiából menekülők és evakuáltak egy csoportja Leibnitzben 1914-15-ben

A világháború kitörésének oka, az Ausztria-Magyarország és Szerbia között fennálló konfliktus a háború kiterjedése miatt augusztustól már csekély figyelmet kapott. Szerbia ellen a Monarchia 1914 augusztusa és decembere között három offenzívát indított, de ezek nem jártak sikerrel, vagy csak részsikereket hoztak. Decemberben átmenetileg sikerült elfoglalni Belgrádot. A császári és királyi haderőt így ezen a hadszíntéren is jelentős sikertelenségek érték.
Főként az első offenzívákkal jártak együtt a szerb polgári lakosság ellen elkövetett túlkapások. Több ezer civil esett ezek áldozatául, falvakat fosztottak ki és égettek fel. A Monarchia hadvezetése részben elismerte ezeket a túlkapásokat és „szervezetlen rekvizícióknak” és „értelmetlen megtorlásoknak” nevezte a történteket. A szerb hadsereg a nála többszörösen nagyobb forrásokkal rendelkező Monarchiával szemben decemberre már az erői végén járt, Szerbiában ezen túl járványok törtek ki.

## Az Oszmán Birodalom hadba lépése

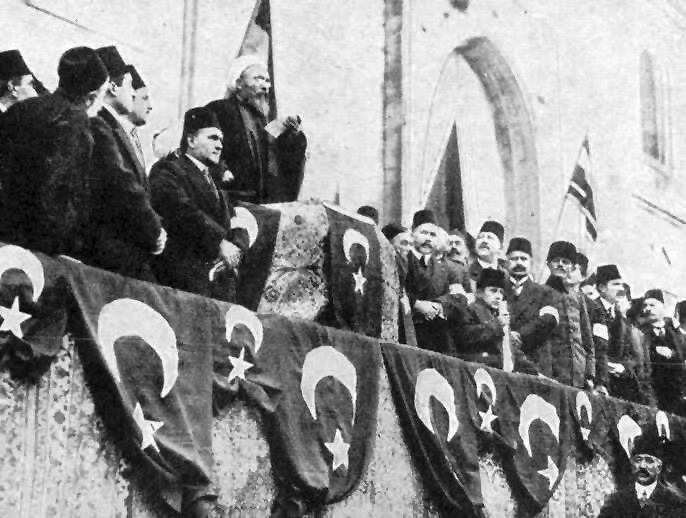
”Az Oszmán Birodalom ellenségei” elleni dzsihád meghirdetése 1914. november 14-én

A német katonai missziók az Oszmán Birodalomban és a bagdadi vasút már a háború kezdete előtt intenzívvé tették a két ország kapcsolatát. Augusztus 1-én Nagy-Britannia szerződéseket megszegve lefoglalt két, az Oszmán Birodalomnak épített és közvetlenül átadás előtt álló, már részben kifizetett csatahajót. A török kormányzat eleinte „fegyveres semlegességet” hirdetve igyekezett kimaradni a háborúból. A hatalmon lévő ifjútörökök számára azonban világos volt, hogy egy nagyhatalom oldalára kell állniuk ahhoz, hogy katonailag lépést tudjanak tartani a korral. Enver pasa sürgetésére végül a központi hatalmakkal léptek szövetségre annak ellenére, hogy a döntés megosztotta a kabinetet.
Szeptember 27-én a Dardanellákat lezárták a nemzetközi hajóforgalom előtt. Miután a Wilhelm Souchon ellentengernagy vezette német Földközi-tengeri Divízió két hadihajója, a Goeben csatacirkáló és a Breslau könnyűcirkáló a Földközi-tenger nyugati medencéjéből az elfogására törekvő brit és francia flottákat kijátszva megérkezett Isztambulba, megegyezés történt azok Oszmán Birodalomnak való átadásáról (Lásd: A Goeben és a Breslau üldözése). A hajók továbbra is Souchon irányítása alatt maradtak és a német legénységüket is megtartották. Október 29-én e két hadihajó és több másik török hajó támadást intézett a Fekete-tenger partján lévő orosz kikötővárosok ellen (lásd: A fekete-tengeri orosz kikötők török lövetése). Erre november elején Franciaország, Nagy-Britannia és Oroszország hadat üzent az Oszmán Birodalomnak. November 14-én reggel az Oszmán Birodalom sejhüliszlámja (vallási vezetője), Ürgüplü Mustafa Hayri Efendi az isztambuli Fatih mecset előtt V. Mehmed szultán ediktuma alapján kikiáltotta az ellenséges országok elleni dzsihádot. Ez a kiáltvány csak néhány brit szolgálatban álló muzulmán katonai egységnél talált visszhangra, mint például a pandzsábiaknál, akik 1915. február 15-én lázadtak fel Szingapúrban. A felszólítás felszította britellenes érzelmeket Afganisztán területén, ami a világháború után a harmadik brit-afgán háborúban tört felszínre.

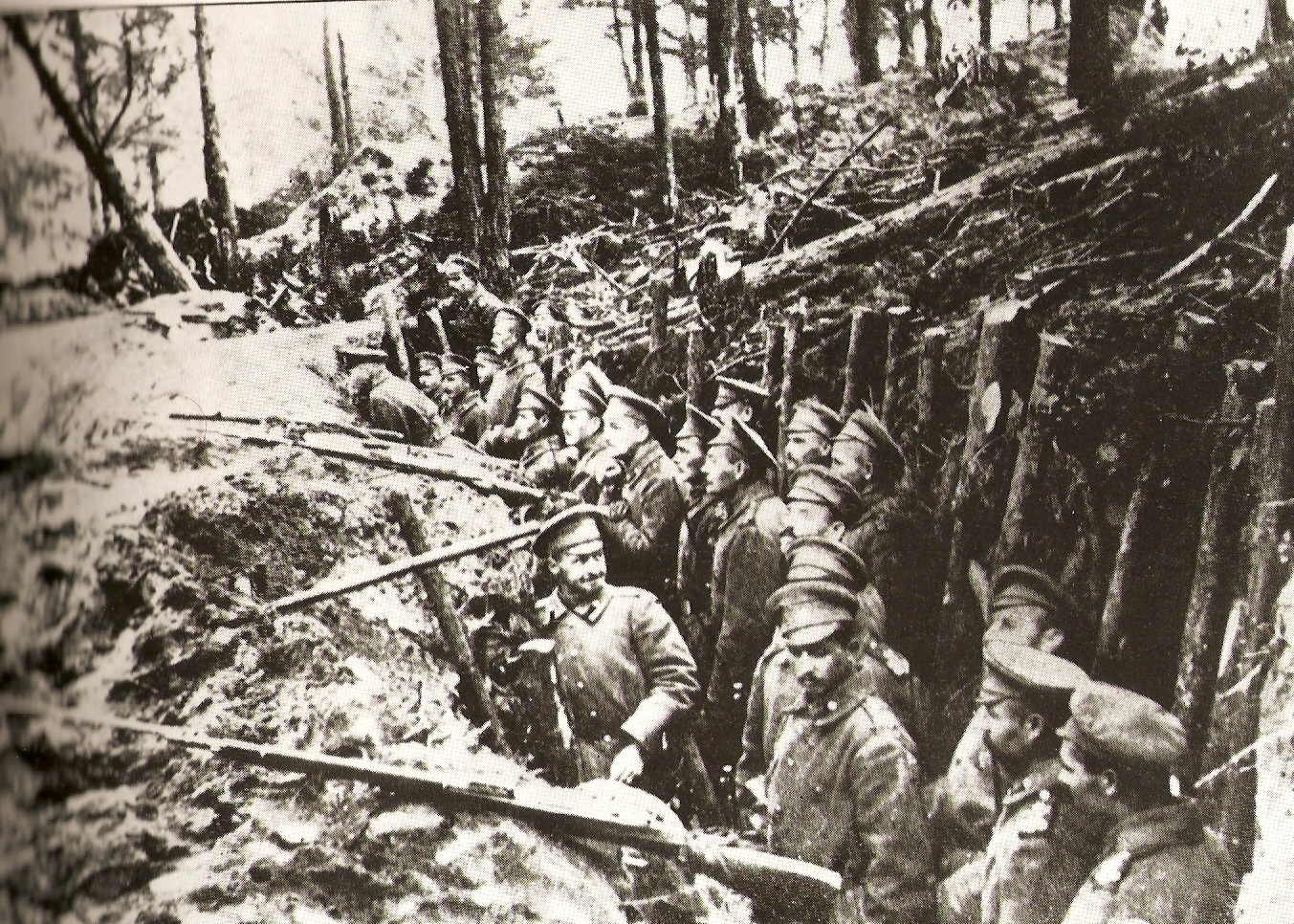
Orosz lövészárok a sarıkamışi erdőben

Már közvetlenül a háború kezdete előtt e célból készenlétbe helyezett brit-indiai csapatok partra szálltak Fáónál a Perzsa-öbölben, hogy az Anglo-Persian Oil Company brit olajipari érdekeltségeit megvédjék és ezzel megnyílt a mezopotámiai front a háborúban. Gyenge oszmán csapatokkal való többszöri összecsapás után a britek november 23-án bevették Bászra városát.
A kaukázusi fronton az orosz csapatok november elején indították meg a Bergmann-offenzívát. Itt a tél folyamán a 3. török hadsereg próbálkozott meg egy ellenoffenzívával, de a sarıkamışi csatában a törökök elszenvedték első súlyos vereségüket. Orosz oldalon örmény önkéntes zászlóaljak is részt vettek a harci cselekményekben, ami az ifjútörök vezetésnél felszította az örményellenes hangulatot, annak ellenére, hogy egyébként az örmény lakosság többnyire lojálisan viszonyult az Oszmán Birodalomhoz. Orosz csapatok intéztek támadást Perzsia északkeleti részéből, mely területet már hosszabb ideje megszállás alatt tartottak. A palesztinai fronton eleinte nem került sor komolyabb harcokra.

## Háború a gyarmatokon

### Távol-Kelet és Óceánia

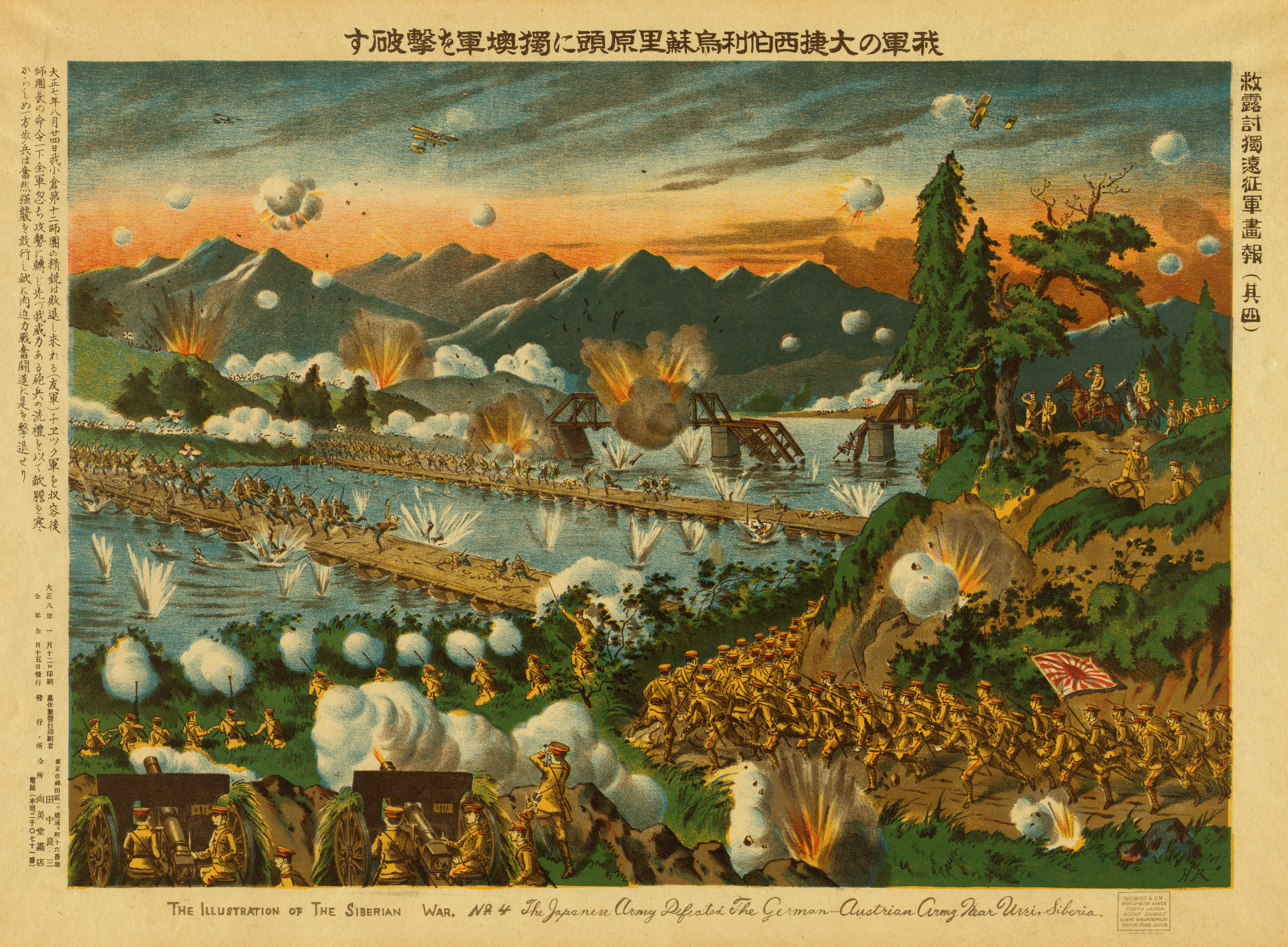
Csingtao ostroma egy japán litográfián

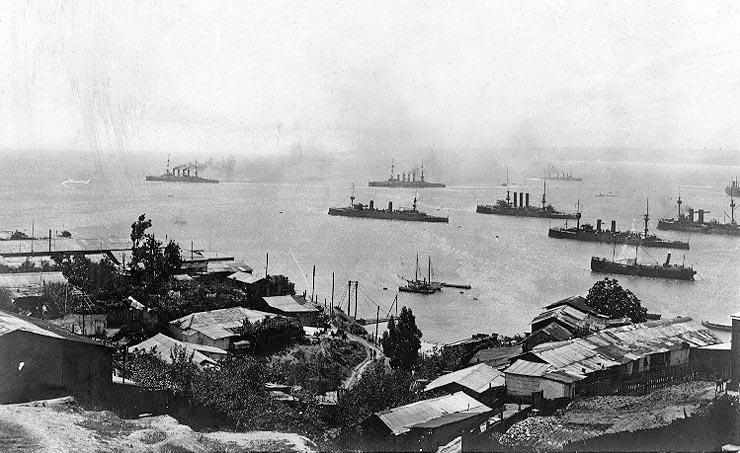
A német hajóraj a csata után, 1914. november 3-án elhagyja a valparaísói kikötőt. Elől a Scharnhorst és a Gneisenau, utánuk a Nürnberg. Távolabb az Esmeralda, az O'Higgins és a Blanco Encalada chilei cirkálók, valamint a Capitan Prat chilei csatahajó

A háború előtt Óceánia több szigetcsoportja is a Német Birodalomhoz tartozott: Bismarck-szigetek, Új-Guinea északi része, Salamon-szigetek, Nauru, Marshall-szigetek és a Szamoa-szigetek nyugati része (a mai Szamoa állam). Ezek a kis szigetek-szigetcsoportok nem rendelkeztek önálló védelmi erővel. A háború kitörése után a brit kormány felszólítására Ausztrália elfoglalta Új-Guineát, Új-Zéland pedig Szamoát. Szamoa ellenállás nélkül megadta magát Új-Zélandnak 1914. augusztus 29-én. Új-Guinea szigetén azonban a német és a bennszülött erők ellenálltak az ausztráloknak. Az 1914. szeptember 11-én lezajlott Bita Paka-i csatában az ausztrálok azonban így is viszonylag hamar legyőzték őket.
A japánok októberben ultimátumban követelték a britek által nekik ígért területek (Mariana-, a Karolina- és a Marshall-szigetek) átadását a németektől. Miután Németország nem válaszolt az ultimátumra, a japánok harc nélkül megszállták ezeket a területeket. A japánok támadást intéztek a Kína területén, a Santung-félszigeten lévő Kiaocsou német gyarmat ellen is, ahol a német helyőrség és a Kaiserin Elisabeth osztrák-magyar cirkáló legénysége elkeseredetten védekezett. A gyarmat központja, Csingtao ostroma mindaddig eltartott, míg a védők ki nem fogytak a lőszerből. Az erőd végül bő egy heti heves ellenállás után, 1914. november 7-én kapitulált.
A Csingtaóban támaszponttal rendelkező német Kelet-ázsiai Hajóraj (Ostasiengeschwader) modernebb cirkálói a háború kitörésekor a déli vizeket járták Maximilian von Spee tengernagy vezetésével, aki a hajóraját Dél-Amerika megkerülésével akarta visszavezetni Németországba. Egyedül az Emden könnyűcirkálót küldte az Indiai-óceánra, ahol az önálló kereskedelmi háborút folytatott.

### Háború Afrikában

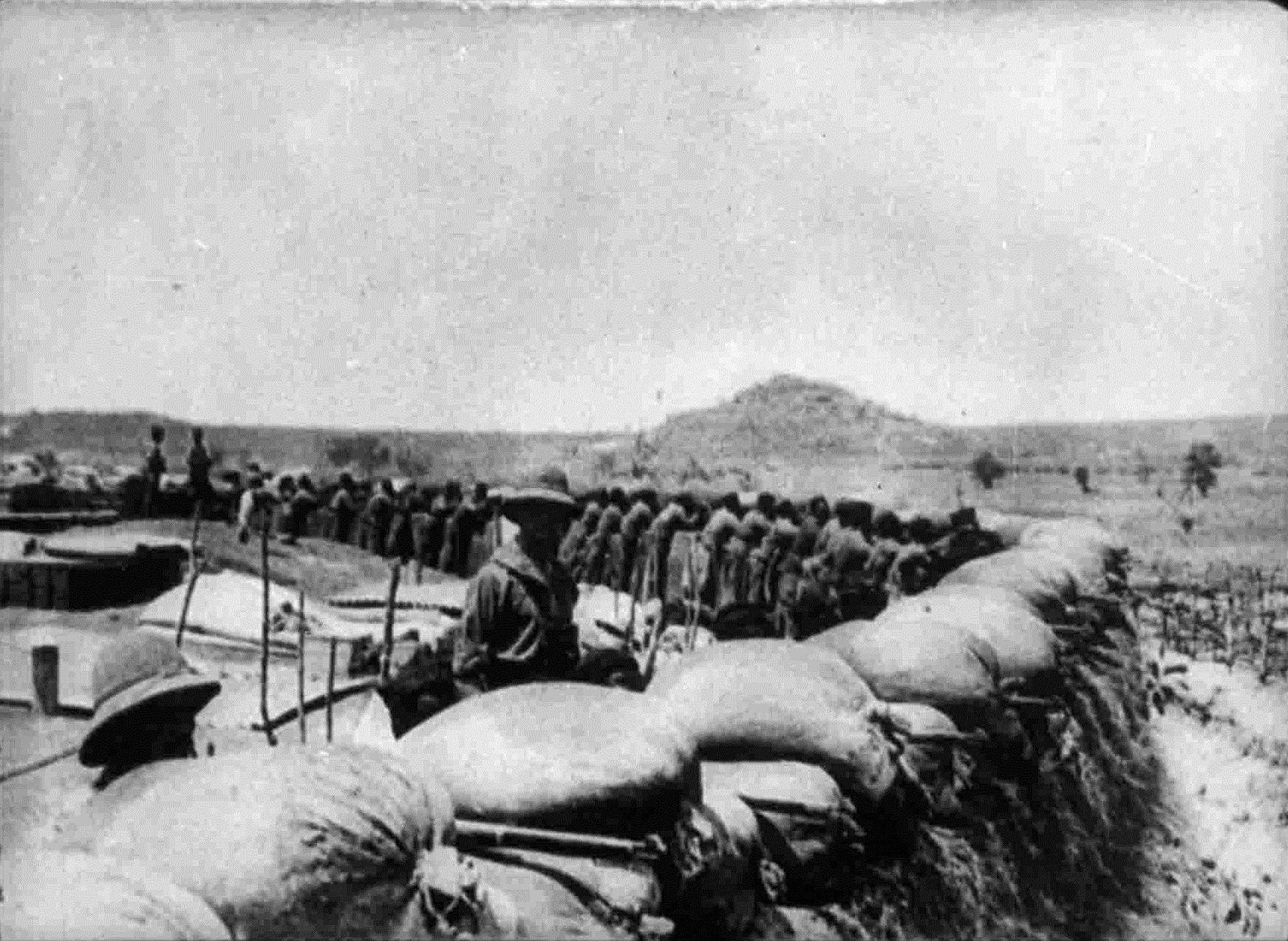
A Schutztruppe egységei Garuánál, Kamerunban

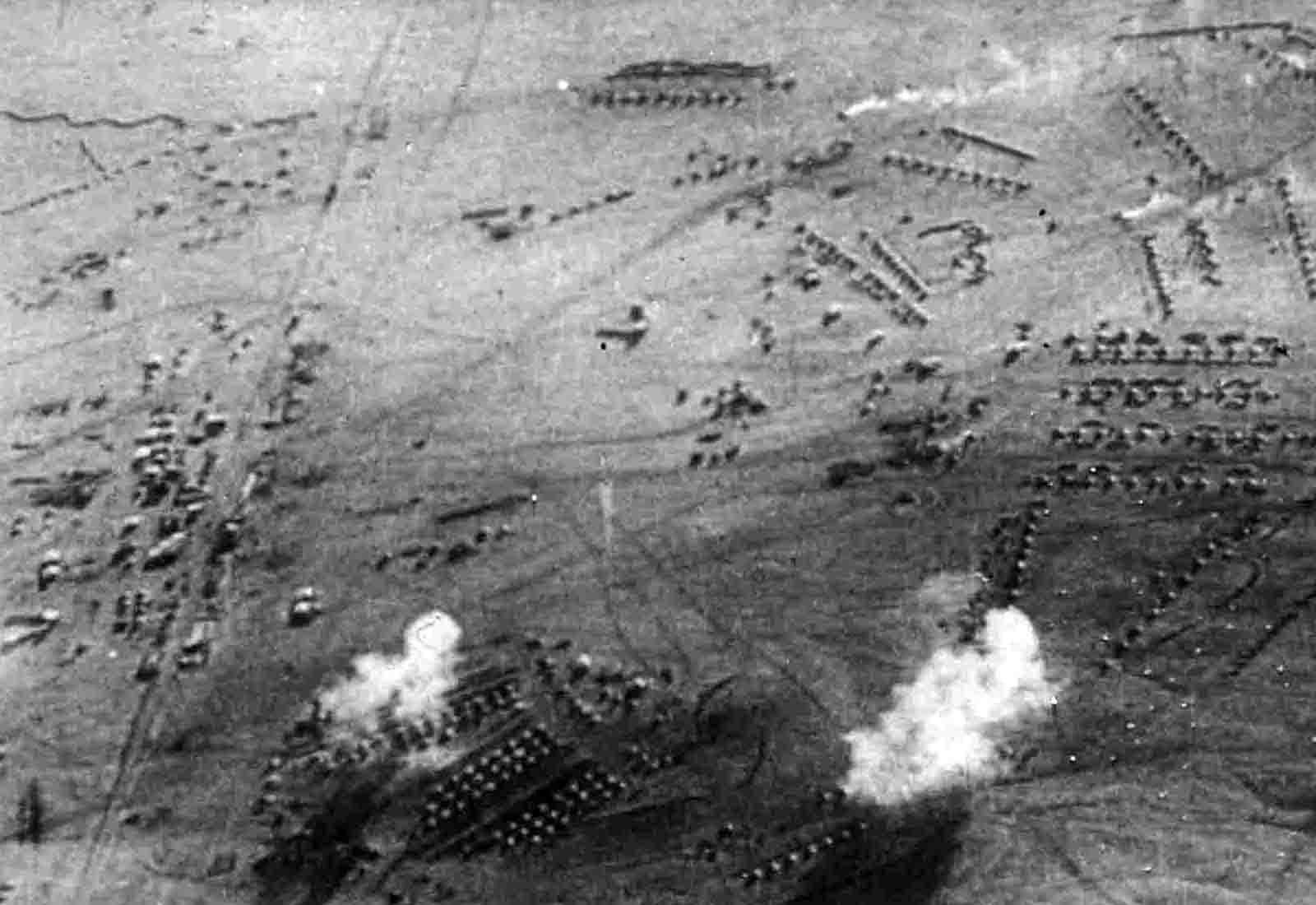
Paul Fiedler hadnagy Roland típusú gépével a Tschaukaibnál található dél-afrikai tábort bombázta 1914. december 17-én

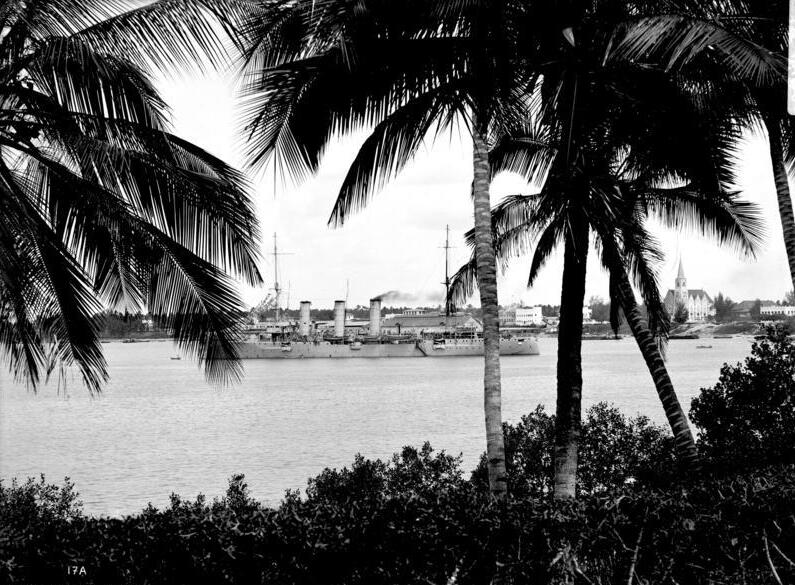
A Königsberg kiscirkáló Daressalamnál
(1914 július)

A Birodalmi Védelmi Bizottság (Committee of Imperial Defence) már 1914. augusztus 5-én úgy döntött Londonban, hogy az 1884-85-ös berlini konferencia (más néven: Kongó-konferencia) egyoldalú értelmezésével kiterjeszti a háborút és minden német gyarmatot megtámad, avagy szövetségeseit (franciákat, japánokat) erre sarkalja. Ennek következtében főként Afrika területén került sor súlyos harcokra. Afrikában a központi hatalmak közül csak Németország rendelkezett gyarmatokkal, ezen területek az alábbiak voltak: Togo, Kamerun, Német Délnyugat-Afrika (ma Namíbia), Német Kelet-Afrika (ma Tanzánia része). A térségben állomásozó – főként bennszülöttekből álló – német haderő létszáma 30 000 fő volt, ezzel szemben az antanthatalmak 92 000 fővel rendelkeztek.
A felek elsőként Togóban ütköztek meg. A hely fontosságát a Kaminában felépített nagy hatótávolságú rádióállomás jelentette. 1911-től 1914 júniusáig a Deutsche Post finanszírozta a Telefunken itteni kísérleti rádióadásait. A kaminai adó volt a világ első transzkontinentális rádióadásra képes állomása. A kísérletek élénk titkosszolgálati érdeklődést vontak magukkal. A rádiótechnológia fejlődésével 1914 júniusára a Telefunken állomása képes lett az 5500 km távolságban levő naueni német rádióadóval rendszeres, hibamentes és világosan érthető kapcsolatot teremteni. Togóban 1200 fős volt a német helyőrség, amely néhány hetes küzdelem után, augusztus 26-án adta meg magát.
Kamerunt az antant szeptemberben támadta meg. A britek Nigéria felől, a franciák pedig délről támadtak. Szeptember 27-én foglalták el a kameruni fővárost, Dualát. Ekkor a 12 000-es német helyőrségből majdnem 4000 főt elfogtak, 8000 katona Jaundéba menekült, és még egy évig küzdöttek a belső területeken. Az elhúzódó, felőrlő harc 1916 februárjában ért véget, mikor mintegy 7000 német szolgálatban lévő katona és 7000 civil a semleges spanyol gyarmatra, Spanyol-Guineába menekült.
A Dél-afrikai Unió Német Délnyugat-Afrika ellen intézett támadást szeptember folyamán és szeptember 19-én elfoglalta az első várost, Lüderitzet, de a szeptember 24-26. között megvívott sandfonteini csata révén a németek még tartani tudták magukat. A Dél-afrikai Unió támadó hadműveleteit késleltette az, hogy ekkor a búr lakosság egy része felkelt a britek ellen (Maritz felkelés). Az 1915 februárjában leverték a felkelést, ami után a dél-afrikai katonáság visszatért a német gyarmatra. Lüderitzből még januárban 25 000 katona indult Swakopmund elfoglalására, amely 270 km-re feküdt a fővárostól, Windhoektól. Ezt követően a főváros bevétele következett. A németek folyamatos hátrálása következtében 1915. május 1-jén át kellett helyezni a gyarmati fővárost Grootfonteinba. Tizenegy nappal később Windhoek elesett. A hadjárat utolsó nagy ütközetére Otavifontein mellett került sor, ahol 800–1000 német állt szemben a személyesen Louis Botha vezette erőkkel. Az eredmény nem lehetett kétséges, a németek döntő vereséget szenvedtek, és az ország északi területeire szorultak. Végül 1915. július 9-én letették a németek a fegyvert.
Német Kelet-Afrika volt a legnagyobb afrikai német gyarmat, melynek területét Paul von Lettow-Vorbeck ezredes vezetése alatt védelmezték a német csapatok. Itt voltak a legjelentősebb harcok, melyek egészen a háború végéig elhúzódtak. A britek már a hadüzenetük másnapján, 1914. augusztus 5-én a fennhatóságuk alatt álló Uganda felől inzultálták a németek egyik folyami előőrsét. Az első komoly támadást három nappal később hajtották végre a tenger felől, amikor a brit haditengerészet hajói Daressalamot lőtték. Három hónappal később a britek újabb támadást hajtottak végre a Kilimandzsáró közelében. A kilimandzsárói csata során a németek komoly ellenállást tanúsítottak, sőt a brit ellátási vonalakra is csapást mértek. Ezzel párhuzamosan november 2-án a tengerparti Tanga városát a tenger felől is megtámadták a britek. A tangai csata során a német helyőrség sikeresen ellenállt. November 4-én megérkezett a német erősítés és a briteket november 5-én visszaszorították a kihajózási partszakaszokra. 1916 tavaszán az egész gyarmat még mindig német kézen volt, de ez megváltozott, amikor a britek elfoglalták Délnyugat-Afrikát. 1916. március 13-án dél-afrikai katonák elfoglalták Moshi városát. Ezzel egy időben a portugálok és a belgák is támadást indítottak Kelet-Afrika ellen saját gyarmatukról. A németek visszaszorultak a Rufiji-folyó mögé, ahol 1917 novemberéig kitartottak. Ekkor a németek több mint 1000 katonával Mozambikba, majd onnan vissza Kelet-Afrikába, végül Észak-Rhodesiába vonultak, ahol a háború végéig tartották magukat. A fegyverletételre 1918. november 25-én, két héttel a fegyverszünet aláírása után került sor.